# Gypsophila polyclada
Gypsophila polyclada är en nejlikväxtart som beskrevs av Edward Fenzl och Pierre Edmond Boissier. Gypsophila polyclada ingår i släktet slöjor, och familjen nejlikväxter. Utöver nominatformen finns också underarten G. p. glandulosa.